# Sumi Eno
Sumi Eno (japanisch 江野 スミ Eno Sumi, * 9. Februar 1991) ist eine japanische Mangaka.

## Werdegang und Werk
Die erste kommerziell veröffentlichte Serie von Sumi Eno war die Komödie Bishōnen-ness von 2014. Es folgten weitere Serien, die sich zwar weiterhin an junge Männer (Shōnen) richteten, aber nun fantastische oder übernatürliche Dramen und Horrorgeschichten erzählten.
Enos aktuelle Serie ist After God, die 2021 gestartet ist. Als erstes ihrer Werke erscheint der Manga auch auf Deutsch: Seit 2023 wird er von Altraverse veröffentlicht. In dem Mystery- und Action-Drama sind Götter im modernen Japan aufgetaucht, die Menschen erstarren lassen oder ihnen das Leben aussaugen können. Die Geschichte folgt einem Forscher und einer jungen Frau, die sich in die Umgebung der Götter wagen, um mehr über sie und die dort noch immer lebenden Menschen zu erfahren.

## Bibliografie (Auswahl)
- Bishōnen-ness (美少年ネス, 2014, 3 Bände)
- Tabishi Kawaran!! (たびしカワラん!!, 2015–2016, 4 Bände)
- Ajū-tan (亚兽谭, 2016–2020, 8 Bände)
- Urekko Mangaka X Utsu Yamai Mangaka (人氣漫畫家×抑鬱症漫畫家, seit 2021)
- After God (seit 2021, 8 Bände)